# Jan Björklund
Jan Arne Björklund (18 de abril de 1962) é um político sueco do Partido Liberal, do qual foi líder em 2007-2019. É membro do Parlamento da Suécia (o Riksdag), desde 2006, representando o condado de Estocolmo. Björklund serviu como Ministro da Educação de 2007 a 2014 e ainda foi vice primeiro-ministro de 2010 a 2014.